# 영광공공도서관
영광공공도서관은 전라남도 영광군 소재의 도서관이다.

## 연혁
- 1972년 12월 5일 개관.
- 2013년 1월 1일 전라남도교육청 지정 평생학습관(2013~2014).

## 시설현황
- 3F: 강의실, 관장실, 컴퓨터교육실, 휴게실, 학생열람실, 일반열람실
- 2F: 어린이자료실, 종합자료실, 사무실, 협의실, 자료정리실, 서버실
- 1F: 시청각실, 방송실, 야외 휴게실, 기계실